# Čestné občanství

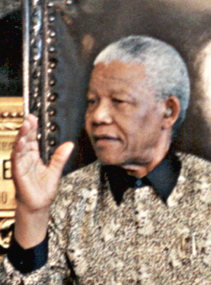
Čestný občan Kanady Nelson Mandela

Čestné občanství je institut správního práva. Je udělováno osobnostem, které se zasloužily o udělovatele nebo k němu mají zvláštní vztah.
V ČR lze udělit pouze čestné občanství obce, města nebo městské části hlavního města Prahy, a to fyzickým osobám, které se zasloužily o jejich rozvoj. O udělení nebo odnětí čestného občanství rozhoduje zastupitelstvo v samostatné působnosti.
Udělení čestného občanství státu je teoreticky možné jen formou zvláštního zákona.
V jiných zemích, např. v USA, je čestné občanství významnou poctou, udělovanou i na celostátní úrovni cizincům, kteří se výjimečně zasloužili o stát (v USA bylo uděleno čestné občanství pouze osmi lidem, mezi ně patří Winston Churchill, Matka Tereza a Gilbert du Motier, markýz de La Fayette).
V Evropské unii je čestné občanství udělováno Evropskou radou a doposud bylo uděleno pouze třem lidem. Jsou to Jean Monnet, Helmut Kohl a Jacques Delors.
Čestné občanství může být uděleno také "in memoriam", byť samo občanství je ohraničeno narozením a úmrtím a smrtí oceněného zaniká (tuto otázku český zákon neřeší). Čestné občanství mohou žijící osoby odmítnout. Někdy bylo čestné občanství (jako poplatné režimu) také odebráno, například v Českých Budějovicích, Lounech, nebo v Praze (v letech 1938 a 1940 Edvard Beneš, nebo 1989 a 1990 Klement Gottwald, Gustáv Husák a J. V. Stalin). I v této souvislosti byla několikrát řešena otázka odebrání čestného občanství, které úmrtím oceněného zaniklo.